# Casa Valls i Valls
La Casa Valls i Valls és un edifici del municipi d'Igualada (Anoia) protegit com a bé cultural d'interès local.

## Descripció
És una antiga edificació senyorial que el 1914 és arranjada a partir d'un projecte de nova façana. Formada per planta celler amb una part coberta amb volta, planta baixa, planta primera i golfes. Construcció de murs de càrrega amb embigats de fusta i voltes de canó. En la façana destaca una tribuna amb columnes clàssiques i al seu interior està pintada amb temàtica floral, d'influència modernista. La façana està ornamentada amb motllures de guix, especialment en els ulls de bou que coronen els balcons del segon pis.